# WFV-Pokal 1956/57
Der WFV-Pokal 1956/57 war die fünfte Austragung des Männer-Pokalwettbewerbs durch den Württembergischen Fußballverband. Das Endspiel fand am 30. Juni 1957 in Geislingen an der Steige statt, der 1. SSV Ulm 1928 holte durch einen 5:2-Finalerfolg über den Titelverteidiger 1. FC Eislingen den Titel.

## Achtelfinale
|                   | Ergebnis  |                   |
| ----------------- | --------- | ----------------- |
| 1. FC Eislingen   | 6:2       | FV 1912 Mettingen |
| Union Böckingen   | 7:4       | FV Markgröningen  |
| TSV Neu-Ulm       | 0:2       | FV Ravensburg     |
| FC Urbach         | 3:3 n. V. | FV Zuffenhausen   |
| FC Calmbach       | 1:4       | VfR Heilbronn     |
| Olympia Laupheim  | 3:6 n. V. | 1. SSV Ulm 1928   |
| SpVgg Lindau 1919 | 3:1       | SSV Reutlingen 05 |
| FV Kornwestheim   | 2:3 n. V. | VfL Heidenheim    |

Wiederholungsspiel
|                 | Ergebnis |           |
| --------------- | -------- | --------- |
| FV Zuffenhausen | 0:1      | FC Urbach |

## Viertelfinale
|                 | Ergebnis  |                   |
| --------------- | --------- | ----------------- |
| 1. FC Eislingen | 5:2       | VfR Heilbronn     |
| FV Ravensburg   | 2:1 n. V. | SpVgg Lindau 1919 |
| Union Böckingen | 5:1       | FC Urbach         |
| 1. SSV Ulm 1928 | 9:0       | VfL Heidenheim    |

## Halbfinale
|                 | Ergebnis |                 |
| --------------- | -------- | --------------- |
| 1. FC Eislingen | 2:1      | FV Ravensburg   |
| 1. SSV Ulm 1928 | 6:1      | Union Böckingen |

## Finale
| 1. SSV Ulm 1928                           | 1. SSV Ulm 1928 | 1. FC Eislingen | 1. FC Eislingen |
| ----------------------------------------- | --- | --- | --------------- |
| 1. SSV Ulm 1928                           | \| 30. Juni 1957 in Geislingen an der Steige \| \| Ergebnis: 5:2 (2:0) \| \| Zuschauer: 2000 \| \| Schiedsrichter: Krämer (Stuttgart) \| | \| 30. Juni 1957 in Geislingen an der Steige \| \| Ergebnis: 5:2 (2:0) \| \| Zuschauer: 2000 \| \| Schiedsrichter: Krämer (Stuttgart) \| | 1. FC Eislingen |
| 1. SSV Ulm 1928                           | Kirchner – Hagenmüller, Zimmermann, Vollmann, Schmalberger, Engel, Rolf Deißler, Ortwin Deißler, Michael Nushöhr, Desselberger, Banzhaf  | Richard Frey – Heinz Fauth, Eger, Lutz, Medel, Zumühl, Fink, Reinhold Kellenbenz, Mania, Franz Raßhofer, Haag                            | 1. FC Eislingen |
| 1. SSV Ulm 1928                           | 1:0 O. Deißler (17.) 2:0 Desselberger (40.) 3:0 R. Deißler (52.) 4:0 O. Deißler (65.) 5:2 Nushöhr (81.)                                  | 4:1 Zumühl (70. Foulelfmeter) 4:2 Ratshofer                                                                                              | 1. FC Eislingen |
| 30. Juni 1957 in Geislingen an der Steige | | |                 |
| Ergebnis: 5:2 (2:0)                       | | |                 |
| Zuschauer: 2000                           | | |                 |
| Schiedsrichter: Krämer (Stuttgart)        | | |                 |